# 對對糊 (電視劇)
《對對糊》，是麗的電視1981年拍攝的電視連續劇，監製劉嘉豪，主要演員有林國雄、陳秀雯、張國榮、倪詩蓓、蔣金、文雪兒、丁櫻、吳回、車保羅、周美玲、許英秀、鄭雷、伍永森等。

## 劇情簡介
在沙田一棟三層的複式樓宇內，住著兩組房客──四個男孩子合租二樓，而四個女孩子則同住於三樓。初時，由於雙方之間曾有一些誤會，導致爭執常生，互相捉弄，男孩子和女孩子各不相讓，各自想出計策來對付對方，這種水火不容的場面，令雙方互有損失。他們曾經以鬥食和鬥跑來定勝負，勝者為王，成績卻是不相伯仲，於是又來一場麻雀大決戰，結果又是打和。而自這一場大戰之後，他們對彼此的性格了解，仇視逐漸消失，很快就交好成為“四對”啦！

## 演員表
- 林國雄 飾 風　筒（崔國成）
- 趙士齊 飾 廢車場老闆
- 芳　萍 飾 魯小姐
- 陳秀雯 飾 嫦　娥
- 楊漢華 飾 車　主
- 蔣　金 飾 水　泡(戴永豪)
- 伍永森 飾 表　叔
- 張惠卿 飾 包租婆
- 韓　江 飾 有　叔
- 霍　蘭 飾 四　爺
- 李　雪 飾 鄭先生
- 張國榮 飾 大　官（盧永強）
- 梅智青 飾 金舖伙記
- 陳伯元 飾 金舖伙記
- 黃一飛 飾 金舖伙記
- 蔡丁帶 飾 婦　人
- 許英秀 飾 大官父
- 凌禮文 飾 總編輯
- 文雪兒 飾 咖哩雞
- 吳　回 飾 骨　叔
- 李燕萍 飾 骨　嬸
- 丁　櫻 飾 細　姐
- 飾 醫　生
- 周美玲 飾 喊　包
- 山度士 飾 亞　差
- 石中玉 飾 嫖　客
- 林慧麗 飾 舞小姐
- 許瑩英 飾 伍姑娘
- 陳　東 飾 經　理
- 車保羅 飾 一公升(凌思漢)
- 李岳榮 飾 水電老闆/CID
- 歐咸雲 飾 求職者
- 王振民 飾 翻　譯
- 麥德輝 飾 洋披士
- 黃瑞傳 飾 買車者
- 倪詩蓓 飾 二　索 pat (鍾回珍)
- 楊　和 飾 職　員
- 簡惠慈 飾 工　人
- 馮敬文 飾 喃嘸佬
- 劉雲龍 飾 侍　應
- 鄧美美 飾 麻雀友
- 馮瑞珍 飾 麻雀友
- 沙　鳳 飾 上海婆
- 伍國成 飾 男朋友
- 鄧慕貞 飾 舞　女
- 劉香培 飾 舞　女
- 關家麗 飾 舞　女
- 張鴻昌 飾 譚大為
- 關煥婷 飾 八妹仔
- 張家偉 飾 小　孩
- 徐寶鳳 飾 報館職員/記　者
- 歐陽釗虹 飾 報館職員/記　者
- 吳國權 飾 報館職員
- 蕭山仁 飾 石油經理
- 司馬華龍 飾 楊李察
- 林淑良 飾 護　士
- 招浩東 飾 老
- 張沛忠 飾 伙　計
- 潘文強 飾 鄭大業
- 郭冠雄 飾 Edmond
- 麥當傑 飾 記　者
- 楊　詩 飾 駱　駝
- 杜少明 飾 主　任
- 陳麗雲 飾 何　太
- 李蓓蓓 飾 李　太
- 廖靜嫻 飾 林　太
- 林玉蘭 飾 陳　太
- 陳植槐 飾 幫　辦
- 阮惠熊 飾 王律師
- 夏春秋 飾 經　理
- 關偉倫 飾 林經理
- 林偉祺 飾 右籐先生
- 楊少甜 飾 侍　者
- 夏玉麟 飾 老　闆
- 張百豪 飾 黃牛黨
- 黃　思 飾 中山婆
- 胡學文 飾 侍　應
- 區　嶽 飾 三輪車夫
- 劉素芳 飾 林　太
- 何鳳儀 飾 老娘
- 黃雪梅 飾 性感女郎
- 芝　芝 飾 按摩女郎
- 洪玲玲 飾 按摩女郎
- 王冠輝 飾 部　長
- 肥叔叔 飾 日本客
- 矮冬瓜 飾 日本客
- 曾超勤 飾 日本客
- 吳　桐 飾 阿　爺
- 溫錦雲 飾 表　妹/徐向群
- 孟　浪 飾 飛　仔
- 朱德惠 飾 飛　仔
- 夏秀軒 飾 飛　仔
- 劉香培 飾 舞　女
- 鄭　雷 飾 二索父 Tom
- 林國明 飾 伙　計
- 陸慧芬 飾 舞　女
- 阮令濤 飾 建築公司職員
- 鄭恕峰 飾 測量員
- 何樹培 飾 測量員
- 徐韻生 飾 經　理
- 陳太源 飾 半公升

## 外部連結
- Leslie Legacy - 對對糊